# Janina Kuzma
Janina Kuzma (ur. 17 września 1985 w Brisbane) – nowozelandzka narciarka dowolna, specjalizująca się w halfpipe'ie. W 2013 roku wystartowała na mistrzostwach świata w Voss, zajmując dziesiąte miejsce. Na rozgrywanych cztery lata później mistrzostwach świata w Sierra Nevada rywalizację ukończyła na ósmej pozycji. W międzyczasie zajęła piąte miejsce na igrzyskach olimpijskich w Soczi w 2014 roku. Najlepsze wyniki w Pucharze Świata osiągnęła w sezonie 2014/2015, kiedy to zajęła 14. miejsce w klasyfikacji generalnej, a w klasyfikacji half-pipe'u była druga. Występowała także w zawodach Pucharu Australijsko-Nowozelandzkiego oraz Pucharu Północnoamerykańskiego.

## Osiągnięcia

### Igrzyska olimpijskie
| Miejsce | Dzień     | Rok  | Miejscowość | Konkurencja | Zwyciężczyni  |
| ------- | --------- | ---- | ----------- | ----------- | ------------- |
| 5.      | 20 lutego | 2014 | Soczi       | Halfpipe    | Maddie Bowman |
| 16.     | 20 lutego | 2018 | Pjongczang  | Halfpipe    | Cassie Sharpe |

### Mistrzostwa świata
| Miejsce | Dzień    | Rok  | Miejscowość   | Konkurencja | Zwyciężczyni    |
| ------- | -------- | ---- | ------------- | ----------- | --------------- |
| 10.     | 5 marca  | 2013 | Voss          | Halfpipe    | Virginie Faivre |
| 8.      | 18 marca | 2017 | Sierra Nevada | Halfpipe    | Ayana Onozuka   |

### Puchar Świata

#### Miejsca w klasyfikacji generalnej
- sezon 2012/2013: 48.
- sezon 2013/2014: 87.
- sezon 2014/2015: 14.
- sezon 2015/2016: 18.
- sezon 2016/2017: 76.
- sezon 2017/2018: 142.

#### Miejsca na podium w zawodach
1. Copper Mountain – 6 grudnia 2014 (halfpipe) – 1. miejsce
2. Park City – 28 lutego 2015 (halfpipe) – 3. miejsce
3. Cardrona – 23 sierpnia 2015 (halfpipe) – 2. miejsce
4. Mammoth Mountain – 23 stycznia 2016 (halfpipe) – 3. miejsce